# Timo Meynhardt
Timo Meynhardt (né le 14 juillet 1972 à Rudolstadt), est un psychologue et économiste d'entreprise allemand. Depuis octobre 2015, il est titulaire de la chaire Arend-Oetker de psychologie économique et leadership à l'école de commerce privée de Leipzig. Il est également Managing Director du Center for Leadership and Values in Society de l'université de Saint-Gall. De 2013 à 2015, Timo Meynhardt est titulaire de la chaire de gestion à l'université Leuphana de Lüneburg.

## Biographie
Timo Meynhardt a étudié la psychologie à l'université Friedrich Schiller de Jena, à l'université d'Oxford Brookes (chez Michael Argyle) et à Pékin, en Chine. Il a terminé ses études à l'Université de Jena en tant que psychologue diplômé. Durant ses études, il était boursier de la Fondation académique nationale allemande. En 2003, il obtient son doctorat à l'Université de Saint-Gall comme docteur en économie. En 2013, il est habilité à la même université avec le Venia Legendi en gestion d'entreprise avec une attention particulière pour la gestion de l'organisation et des ressources humaines.
De 1999 à 2007, Timo Meynhardt a travaillé comme Practice Expert chez McKinsey & Company, Inc. à Berlin. Il est cofondateur et président de l'association à but non lucratif Forum Gemeinwohl.
Timo Meynhardt est marié et père de deux filles et d'un fils.

### Intérêts de recherche
Ses recherches combinent des aspects psychologiques et de gestion d'entreprise :
- Public value / bien commun : Meynhardt a développé l'approche du bien commun de Saint-Gall dans la tradition de Peter Drucker et le modèle de gestion de Saint-Gall selon Hans Ulrich et Walter Krieg. En s'appuyant sur des théories de philosophie des valeurs, de psychologie et de sociologie, il conceptualise la création de valeur sociale d'une organisation et l'étudie de manière empirique. Meynhardt tente ainsi de répondre à la question de la contribution du bien commun des entreprises, des administrations publiques et des organisations non gouvernementales au management. C'est sous sa direction qu'a été développé le Gemeinwohlatlas, qui rend transparente la contribution des plus grandes entreprises et organisations au bien commun du point de vue de la population. Après 2014, 2015 et 2017, le quatrième atlas a été publié le 22 septembre 2019. Un tel GemeinwohlAtlas a également été créé pour l'Allemagne en 2015 et en mai 2019. Le 1er octobre 2020, le GemeinwohlAtlas a été publié pour la première fois en Allemagne au niveau de la ville de Leipzig[1].
- Gestion des compétences : son intérêt se concentre sur l'analyse et l'évaluation des compétences individuelles et leur lien avec les compétences principales de l'entreprise.
- Leipziger Führungsmodell : en tant que membre de l'équipe centrale de la HHL – Leipzig Graduate School of Management, il a développé un «modèle de gestion de Leipzig[2] »  avec Manfred Kirchgeorg, Andreas Pinkwart, Andreas Suchanek et Henning Zülch . La contribution au bien commun (public value) y est caractérisée comme un purpose (sens et objectif) qui s'oriente vers le bénéfice social et obtient ainsi sa fonction de motivation et de légitimation. La valeur publique devient ainsi une ressource pour un bon leadership[3],[4]. Selon la formule de Leipzig, un purpose requiert toujours un lien avec le bien commun.

### Développement d'instruments
En date de 2023, Timo Meynhardt a développé trois méthodes de diagnostic sociologique:
- WertwissensGuide : sur la base de la « grille du concept de soi » de Peter Orlik, qui se réfère à la tradition de la grille de répertoire de George Kelly, Timo Meynhardt développe une variante de grille pour l'analyse de la connaissance des valeurs dans les organisations[5].

- Mein Kompetenzprofil : avec cette méthode de diagnostic basée sur Internet, Meynhardt a développé une nouvelle méthode pour la collecte et l'analyse automatisée des compétences de base. Le point de référence conceptuel est le concept de compétence selon John Erpenbeck et Volker Heyse[6].

- Public Value Scorecard (en collaboration avec Peter Gomez) : cet instrument applique la théorie du bien commun de Meynhardt dans une scorecard. Les cinq variantes existantes peuvent être adaptées à de multiples problématiques de développement d'entreprise[7].

## Distinctions
- Prix d'examen de la Faculté des sciences sociales et comportementales de l'Université Friedrich Schiller d'Iéna (1999) ;
- Prix commémoratif Peter Werhahn, Université de Saint-Gall (2003) ;
- Prix du meilleur conférencier, HHL Leipzig Graduate School of Management (2017)[8] ;
- Prix de l'approche d'apprentissage la plus innovante, HHL Leipzig Graduate School of Management (2022)[8].